# 帶絢鸚嘴魚
帶絢鸚嘴魚，為輻鰭魚綱鱸形目隆頭魚亞目鸚哥魚科的其中一種，分布於西印度洋的紅海海域，棲息深度12-170公尺，本魚紅褐色的到褐色的背面，腹側白色，頭部有白色的斑點，在下巴上的一條淡紅的橫跨條紋，淡紅的虹膜，微白色的胸鰭，基部紅褐色，在微白色的腹鰭上具3條狹窄的不規則紅褐色斑紋，背鰭硬棘9枚;背鰭軟條10枚;臀鰭硬棘3枚;臀鰭軟條9枚，體長可達33公分，棲息在珊瑚礁及礫石底質海域，可做為觀賞魚。